# 格洛斯特郡旗
格洛斯特郡旗（Gloucestershire flag），是英國英格蘭格洛斯特郡的旗幟。格洛斯特郡旗為綠底，上有藍色和白色的十字圖案，設計者是傑瑞米·賓陶（Jeremy Bentall）。郡旗在2008年3月開始徵求設計方案，是該郡設立1,000週年紀念活動的一部分。